# Maria de Luna

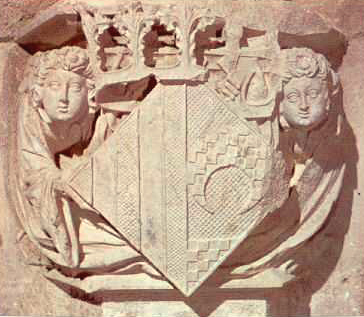
Escut de Maria de Luna al monestir de Poblet

Maria de Luna (?, 1357 - Vila-real, Plana Baixa, 28 de desembre de 1406) fou reina consort de la Corona d'Aragó (1396-1406), comtessa d'Empúries, comtessa de Luna i senyora de Sogorb (1402-1406).

## Biografia
Maria de Luna era aragonesa de naixement; la seva família pertanyia a l'alta noblesa aragonesa. Fou filla i hereva de Lope de Luna, primer comte de Luna i senyor de Sogorb, i de Brianda de Got. Fou compromesa en matrimoni amb l'infant Martí, fill de Pere el Cerimoniós, quan encara no arribava als vuit anys, amb l'acord que, tan aviat com complís els vuit anys, hauria de ser lliurada a la reina Elionor, perquè fos educada en la cort.
El 13 de juny de 1372 es casà amb Martí, aleshores infant i futur Martí I l'Humà, rei dels estats de la Corona d'Aragó (Principat de Catalunya, regne d'Aragó, regne de València, regne de Mallorca i d'altres territoris i senyorius) a Barcelona. D'aquest matrimoni van néixer quatre fills, dels quals només un, Martí el Jove, superà la infantesa: Martí el Jove, l'hereu de la corona, Jaume, Joan i Margarida.
Fou reina d'Aragó, comtessa de Luna, duquessa de Montblanc, senyora de Bolea, Berbegal, Loarre, Vall d'Uixó, Sogorb, La Pobla de Vallbona, etc.
L'any 1396, ascendiren al tron en morir Joan I el Caçador. Martí es trobava a Sicília, per la qual cosa la nova reina hagué d'actuar com a lloctinent general davant les pretensions al tron del comte de Foix i de la reina vídua Violant de Bar. L'any 1397, Martí I tornà de Sicília i immediatament jurà els furs. Va ser coronat a la catedral de Sant Salvador de Saragossa, i les celebracions van fer-se a l'Aljaferia.
Fou una dona noble, ja que descendia de la casa dels Luna, caritativa i amant de la justícia, de profundes conviccions religioses, sense arribar a la superstició, i aficionada a la música i la lectura. Dona elegant i austera, la pompa i frivolitat de la cort no van influir en ella, i superava el seu marit en capacitat de govern. Dona propera al poble, va protegir sempre els més desafavorits, ajudant-los econòmicament, fins i tot els eximí d'impostos; defensà els pagesos de remença, les aljames de sarraïns i jueus de Calataiud i Daroca; intentà posar pau entre els clans familiars que estaven assolant els regnes, inclosos els de la seva pròpia família; escriví diverses cartes al papa Benet XIII, per abolir els mals usos catalans que considerava contraris al dret humà i diví.

## Mort i llegat
La reina Maria tingué una salut molt precària. Morí d'un atac d'apoplexia l'any 1406 a Vila-real, anant cap a les seves terres de Sogorb, quan anava a reunir-se amb el seu marit que es trobava a València. Va ser enterrada a València però, posteriorment, es van traslladar les seves despulles al monestir de Poblet.
En el seu testament, redactat l'any 1404, donava als frares del Sant Esperit el convent del mateix nom que ella havia promogut per a ells (a 10 km de Sagunt i 35 de València), així com una renda de 5.000 sous valencians que cobrarien les rendes d'Almonacid, augmentada més tard en 1.500 sous més a cobrar, que s'havien de destinar per a vestuari i manutenció i 500 sous més a cobrar de les rendes de Paterna per a les reparacions de l'edifici.
Bernat Metge feu un gran i interessat elogi en Lo Somni (1399) de «la saviesa e indústria e bons tractaments de la dita senyora».
Francesc Eiximenis li dedicà una obra, Scala Dei, que és un petit tractat sobre moral i teologia escrit en català, possiblement al 1399, amb motiu de la seua coronació com a reina a Saragossa (23 d'abril), que pertany al gènere dels devocionaris, molt comuns entre les elits a l'Edat Mitjana. I parlant de la reina, escriví així al rei: «…sapiats, senyor, que ella viu així com se pertany a dona excel·lent e sàvia e de muller de tan gran senyor, en molta honestat e bonesa e per aital se fa tenir devant Déu e devant hòmens».